# Järva-Jaani
Järva-Jaani (em estoniano:  Järva-Jaani vald) é um município rural estoniano localizado na região de Järvamaa.